# マドゥラ族

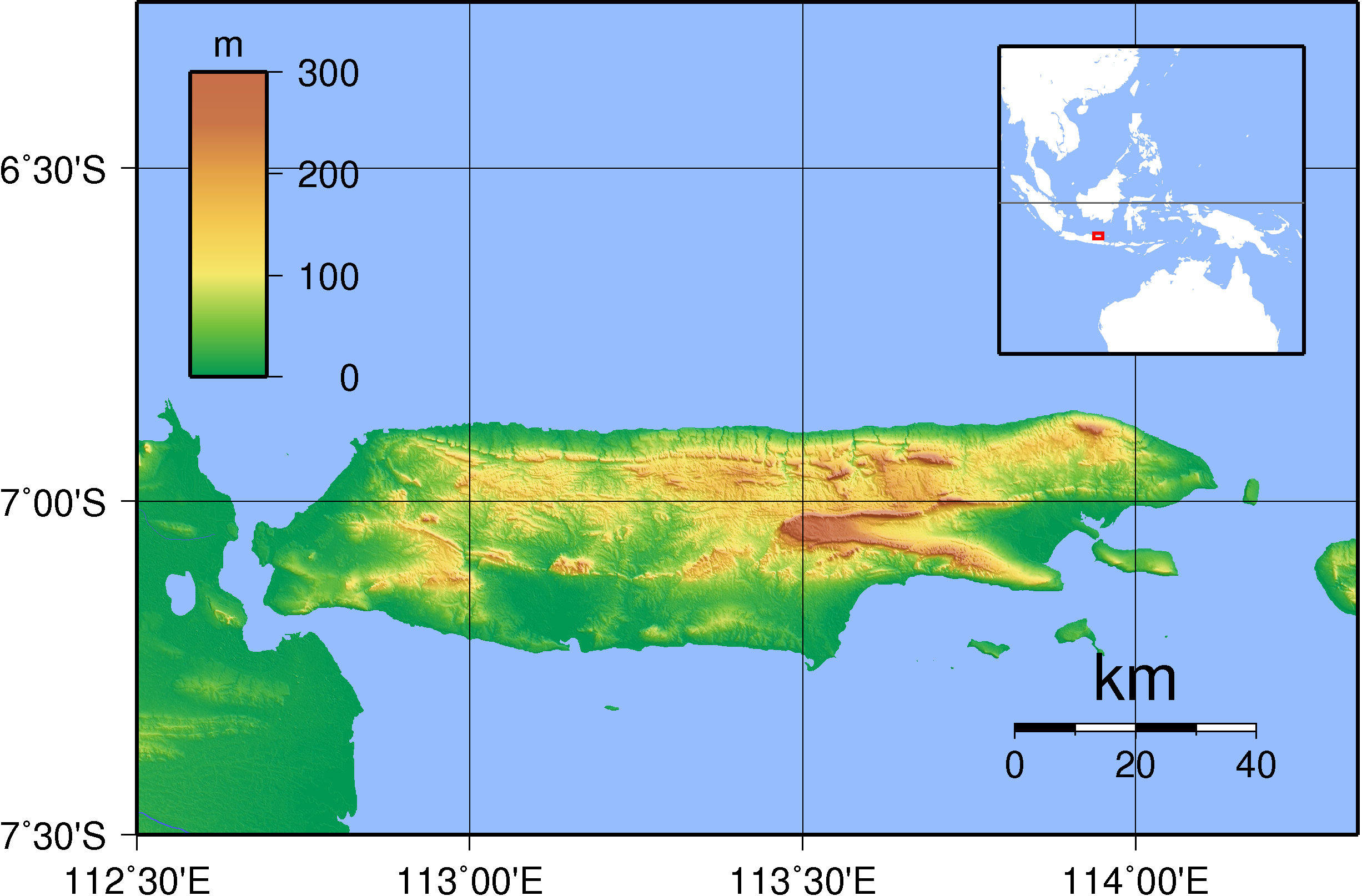
マドゥラ島の地形図

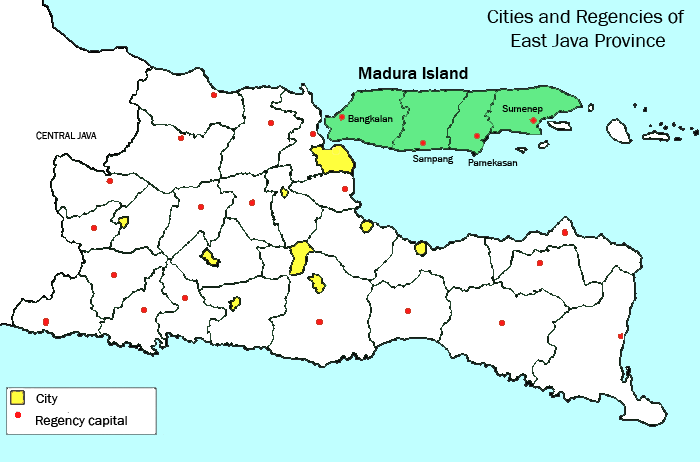
マドゥラ島の東ジャワ州における位置

マドゥラ族（マドゥラぞく、Madurese）はインドネシア諸族のうち、ジャワ族、スンダ族に次ぐ最大級の人口規模を誇るアウストロネシア語族インドネシア語派に属するマドゥラ語を使用する民族である。ただし、大多数の人がインドネシア語とのバイリンガルである。ジャワ島北東のマドゥラ島を礎としてジャワ島のスラバヤ、マランなどに約1000万人から1500万人が居住している。
マドゥーラ人とも呼ばれる。

## 特徴
乾燥したマドゥラ島の大地から効率よく作物生産を行うため、陸稲、トウモロコシ、タバコなどを生産するほか、牧畜産や漁業、鍛冶生産なども行う。
敬虔なイスラム教徒であり、また、ジャワ島と隣接しているため、そこに居住する諸族との対立心が強く、独自のアイデンティティを強く保持している。性格上、インドネシアにおける戦闘民族の位置付けを得ていた時代もあり、ジャワの諸王やオランダ植民地時代はマドゥラ族による軍徴用が重宝された。
名誉を傷つけられたなどの理由で決闘チャロックが行われた。マドゥラ族に伝わることわざとして「白目で見られるより、白骨になる方がマシ」とあり、何より名誉と勇敢さを重んじる部族であった。近代化で、決闘は稀となり、話し合いで解決するようにはなっている。